# Brigham Taylor
Brigham Taylor (Palo Alto, 1967) è un produttore cinematografico statunitense che lavora da molti anni alla Walt Disney Company.

## Biografia
Cresce in California, ma compie gli studi nello Utah, stato di origine del padre. Comincia a collaborare con il Sundance Film Festival.
Ha fatto parte dei produttori che sviluppano il franchise di Pirati dei Caraibi.

## Filmografia
- Il sapore della vittoria - Uniti si vince, regia di Boaz Yakin (2000)
- Crazy/Beautiful, regia di John Stockwell (2001)
- Un sogno una vittoria, regia di John Lee Hancock (2002)
- Che fine ha fatto Santa Clause?, regia di Michael Lembeck (2002)
- Oceano di fuoco - Hidalgo, regia di Joe Johnston (2004)
- Miracle, regia di Gavin O'Connor (2004)
- Le cronache di Narnia - Il leone, la strega e l'armadio, regia di Andrew Adamson (2005)
- Pirati dei Caraibi - La maledizione del forziere fantasma, regia di Gore Verbinski (2006)
- Un ponte per Terabithia, regia di Gábor Csupó (2007)
- Pirati dei Caraibi - Ai confini del mondo, regia di Gore Verbinski (2007)
- Cambio di gioco, regia di Andy Fickman (2007)
- Un anno da ricordare, regia di Randall Wallace (2010)
- Tron: Legacy, regia di Joseph Kosinski (2010)
- Million Dollar Arm, regia di Craig Gillespie (2014)
- Tomorrowland - Il mondo di domani, regia di Brad Bird (2015)
- Il libro della giungla, regia di Jon Favreau (2016)
- Pirati dei Caraibi - La vendetta di Salazar, regia di Joachim Rønning ed Espen Sandberg (2017)
- Lilli e il vagabondo, regia di Charlie Bean (2019)
- L'unico e insuperabile Ivan (The One and Only Ivan), regia di Thea Sharrock (2020)